# Lutjanus fulviflamma
Lutjanus fulviflamma és una espècie de peix de la família dels lutjànids i de l'ordre dels perciformes.

## Morfologia
- Els mascles poden assolir 35 cm de longitud total.[4][5]

## Alimentació
Menja peixos, gambes, crancs i d'altres crustacis.

## Hàbitat
És un peix de clima tropical i associat als esculls de corall que viu entre 3-35 m de fondària.

## Distribució geogràfica
Es troba des del Mar Roig i l'Àfrica oriental fins a Samoa, les Illes Ryukyu i Austràlia.